# Stefan Niesiołowski

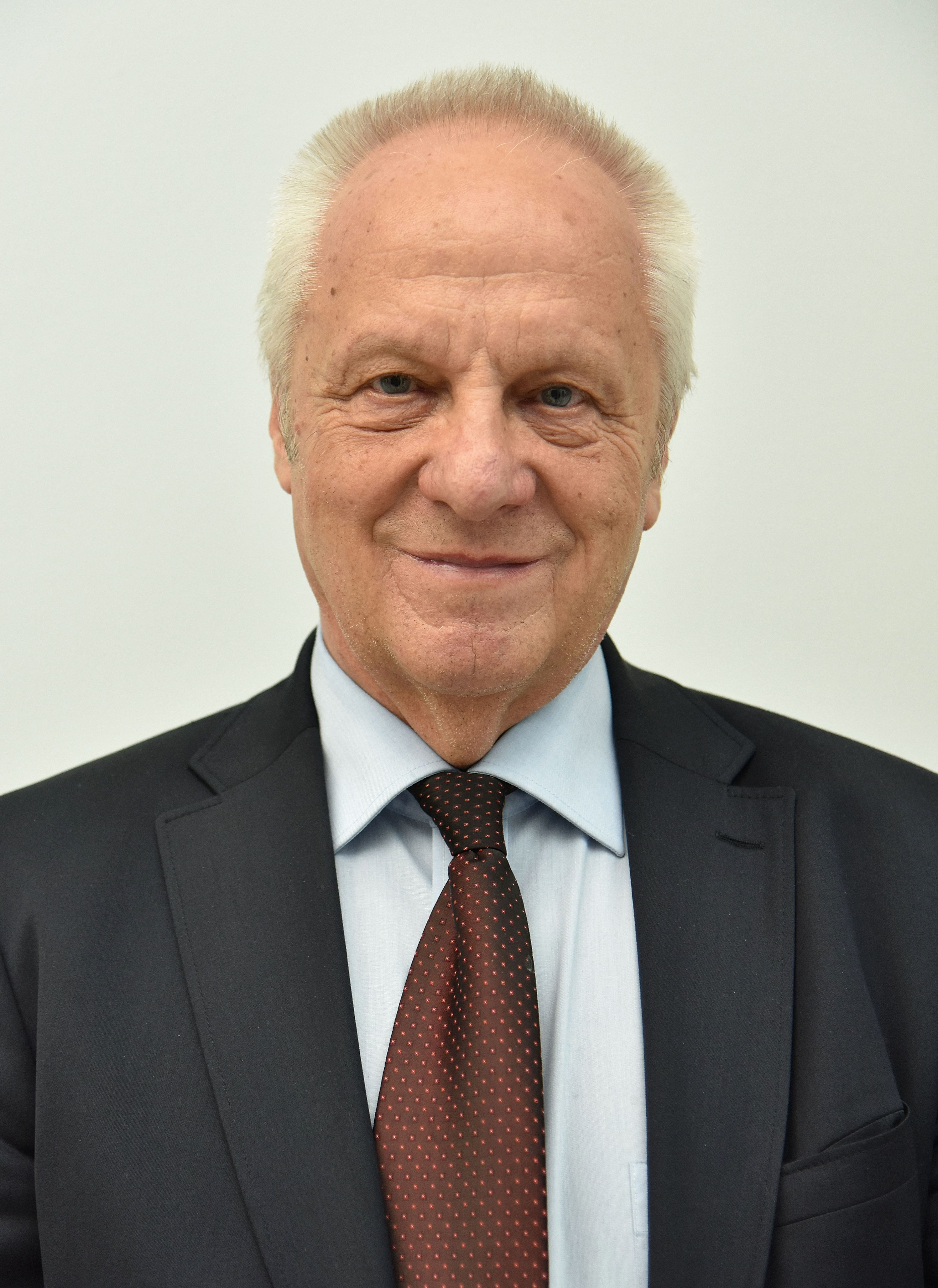
Stefan Niesiołowski (2016)

Stefan Konstanty Myszkiewicz-Niesiołowski ([ˈstɛfan ɲeɕɔˈwɔfskʲi]ⓘ, * 4. Februar 1944 in Kałęczew) ist ein polnischer Wissenschaftler und Politiker (ZChN, AWS, PO). Er war Mitglied der Solidarność. Er gehörte von 1989 bis 1993, von 1997 bis 2001 und von 2007 bis 2019 dem Sejm in der X. (Volksrepublik), I., III., VI., VII. und VIII. (Dritte Republik) Wahlperiode an. Von 2007 bis 2011 war er Vize-Marschall des Sejm. Von 2005 bis 2007 gehörte er dem Senat der Republik Polen an.

## Leben und Beruf
Niesiołowski studierte an der Universität Łódź Biologie und Geowissenschaften. Sein Studium schloss er 1966 ab und wurde als Dozent an der Universität tätig. 1979 wurde er promoviert und 1990 folgte die Habilitation. Seit 1995 ist Stefan Niesiołowski Inhaber des Lehrstuhls für Wirbellose und Hydrobiologie der Universität Łódź. 2019 wurde er wegen angeblicher Korruptionsdelikte aus den Jahren 2013 bis 2015 angeklagt. Das Kreisgericht Łodz sprach ihn im Juni 2022 von den Vorwürfen frei. Dieser Freispruch wurde im September 2023 nach einer Berufungsverhandlung vom Bezirksgericht Łodz bestätigt.
Stefan Niesiołowski ist verheiratet und hat eine Tochter.

## Politische Aktivitäten

### Volksrepublik
1965 war Niesiołowski Mitgründer der geheimen Organisation Ruch. Diese setzte sich für die Unabhängigkeit Polens von der Sowjetunion ein und akzeptierte die Volksrepublik Polen nicht als legalen Vertreter der Polen. Am 20. Juni 1970 wurde er verhaftet und am 20. April 1971 vom Woiwodschaftsgericht Warschau zu 7 Jahren Gefängnis wegen Vorbereitung der gewaltsamen Abschaffung des sozialistischen Systems verurteilt. Am 24. September 1974 wurde er auf Grund einer Amnestie vorzeitig aus der Haft entlassen. 1975 gehörte er zu den Unterzeichnern eines Briefes an den Sejm, der sich gegen die Verfassungsänderung wandte, die u. a. den Sozialismus, die führende Rolle der Partei und die Freundschaft mit der UdSSR verfassungsrechtlich festschreiben sollte. 1977 trat er der Ruch Obrony Praw Człowieka i Obywatela bei und wurde Autor der unabhängigen Zeitschrift Opinia. 1980 wurde er Mitglied der Solidarność und war Gründungsmitglied des Betriebsausschusses der Gewerkschaft an der Universität Łódź. Am 13. Dezember 1981, dem Tag der Verhängung des Kriegsrechts, wurde er verhaftet und in einem Lager in Jaworze bei Kalisz Pomorski interniert. Am 26. November 1982 endete seine Haft.

### Dritte Republik
Nach der politischen Wende in Polen wurde er bei der halbfreien Wahl 1989 als Kandidat der Solidarność in den Sejm gewählt. 1989 war er zudem Gründungsmitglied der Zjednoczenie Chrześcijańsko-Narodowe (ZChN). Für diese wurde er dann 1991 auf der Liste des Wahlbündnisses Wyborcza Akcja Katolicka wiedergewählt. Bis 1993 war er Fraktionsvorsitzender der ZChN, schied dann aber aus dem Sejm aus, da das Wahlbündnis Katolicki Komitet Wyborczy „Ojczyzna“, an dem sich die ZChN beteiligte, mit 6,4 % der Stimmen an der neu eingeführten 8-%-Hürde für Wahlbündnisse scheiterte. Bei der Parlamentswahl 1997 wurde er für die ZChN auf der Liste des Wahlbündnisses Akcja Wyborcza Solidarność (AWS) wieder in das Parlament gewählt und leitete dort die ZChN-Gruppe innerhalb der AWS-Fraktion. Vier Jahre später scheiterte die AWS an der 8-%-Hürde für Wahlbündnisse und so schied er erneut aus dem Parlament aus. Anschließend schloss er sich der Przymierze Prawicy an. 2003 gründete er mit Zbigniew Romaszewski und Jan Rulewski die Gruppierung Suwerenność-Praca-Sprawiedliwość. 2005 kandidierte er als parteiloser Kandidat für die Platforma Obywatelska (PO) zum Senat. Nach der erfolgreichen Wahl trat er der PO bei. Bei den vorgezogenen Parlamentswahlen 2007 sowie den regulären Wahlen 2011 und 2015 trat er für die PO an und konnte jeweils ein Mandat im Sejm erringen. Von 2007 bis 2011 war er Vizemarschall des Sejm. Zeitweise war er zudem Vorsitzender des Verteidigungsausschusses des Sejm. 2016 verließ er die PO und beteiligte sich an der Gründung der Unia Europejskich Demokratów. 2019 verzichtete er auf eine erneute Kandidatur zum Sejm und kündigte seinen Rückzug aus der aktiven Politik an.

## Auszeichnungen
Die Polnische Exilregierung verlieh Niesiołowski 1989 die Auszeichnung Ritter des Orden Polonia Restituta. 2009 erhielt er den Orden vom leuchtenden Stern am langen Band der Republik China. 2014 wurde ihm für seine besonderen Verdienste um die deutsch-polnische Verständigung das Ehrenzeichen der Bundeswehr verliehen. 2017 erhielt er das Krzyż Wolności i Solidarności. Er lehnte diese Auszeichnung jedoch ab, da das verleihende Instytut Pamięci Narodowej als Werkzeug der PiS fungiere.